# Доктрина Ельцина
Доктрина Ельцина — неофициальное название сформулированной президентом России Борисом Ельциным в 1994 г. в послании Федеральному Собранию РФ внешнеполитической доктрины. Доктрина заключалась в намерении России, опираясь, прежде всего, на военную силу, обладать особыми правами и обязанностями и играть ведущую роль на территории стран бывшего СССР.